# Ósumi (LST-4001)
Ósumi (LST-4001) je japonská vrtulníková výsadková loď, která je ve službě od roku 1998. Je to první jednotka třídy Ósumi.

## Výzbroj
Ósumi je vyzbrojena dvěma 20mm hlavňovými systémy blízké obrany Phalanx, které plavidlo chrání před protilodními střelami a letadly a dále je vybavena dvěma 12,7mm kulomety M2 Browning. Loď disponuje hangárem a přistávací plochou až pro osm vrtulníků.. Loď je pro pozemní invaze vybavena deseti tanky a dvěma vyloďovacími vznášedly LCAC.